# 妮可 (智利歌手)
妮可（Nicole，1977年1月19日—），全名：，出生在智利圣地亚哥的歌手。她是流行音樂及摇滚樂作曲家，演员，模特兒，電台和电视艺人歌手。

## 作品
錄音室專輯
1. 《Tal vez me estoy enamorando》（1989年，《也许·我·恋爱》）
2. 《Esperando nada》（1994年，《期待·什么》）
3. 《Sueños en tránsito》（1997年，《过境·的·梦想》）
4. 《Viaje infinito》（2002年，《无尽·的·旅程》）
5. 《APT》（2006年，《亚太》）

精選輯
1. 《Nicole: Grandes éxitos》（2002年，《妮可：精选》）
2. 《Nicole: 20 años》（1990年，《妮可：20年》）